# Happenstance (album de Fozzy)
Pour les articles homonymes, voir Happenstance.
Albums de Fozzy
Fozzy
(2000) All That Remains
(2005)
Happenstance est le deuxième album du groupe de heavy metal américain emmené par le catcheur Chris Jericho, Fozzy. Le groupe continue son rôle de grandes stars au Japon qui retournent aux États-Unis et s'aperçoivent que les grands groupes du moment ont volé leurs chansons. Happenstance contient, comme son prédécesseur beaucoup de reprises. Comme pour Fozzy, on trouve des reprises de Iron Maiden, Judas Priest et Scorpions, mais également de Black Sabbath, WASP ou Accept. Il contient également cinq chansons originales.

## Réception
L'album obtient son petit succès commercial, car il était parti pour être vendu à encore moins d'exemplaires que son prédécesseur, qui avait fait un flop. Happenstance se hisse à la 34e place du chart Independant Albums du Billboard. Le chroniqueur de AllMusic Bradley Torreano note Happenstance 3/5 et fait l'éloge des titres To Kill A Stranger et Happenstance.

## Liste des titres
1. Whitechapel 1988 - 1:00 (chanson originale de Fozzy, écrite par Rich Ward et Chris Jericho)
2. To Kill A Stranger - 4:00 (chanson originale de Fozzy, écrite par Rich Ward et Chris Jericho)
3. Happenstance - 5:01 (chanson originale de Fozzy, écrite par Rich Ward et Chris Jericho)
4. Freewheel Burning - 4:48 (reprise de Judas Priest, sur l'album Defenders Of The Faith)
5. The Mob Rules - 3:19 (reprise de Black Sabbath, sur l'album Mob Rules)
6. Big City Nights - 4:25 (reprise de Scorpions, sur l'album Love at First Sting)
7. Crucify Yourself - 4:30 (chanson originale de Fozzy, écrite par Rich Ward et Chris Jericho)
8. L.O.V.E. Machine - 4:11 (reprise de WASP, sur l'album WASP)
9. Balls To The Wall - 5:46 (reprise de Accept, sur l'album Balls To The Wall)
10. With The Fire - 4:44 (chanson originale de Fozzy, écrite par Rich Ward, Chris Jericho et Keith Watson)
11. Where Eagles Dare - 6:19 (reprise de Iron Maiden, sur l'album Piece Of Mind)